# Бакотское восстание
Бакотское восстание — антифеодальное
восстание в 1431—1434 годах на территории Бакотской волости на Подолье (современная Хмельницкая область Украины).
В 1430 году в Подолье вторглись польские войска, опустошавшие эту местность и творившие насилие. Позднее было заключено перемирие, по которому Бакотская волость была признана нейтральной пограничной зоной между Польшей и Литвой.
В 1431 году вспыхнуло восстание: воспользовавшись перемирием, местные крестьяне изгнали украинских, польских и литовских феодалов и прекратили соблюдать феодальные повинности, объявив себя свободными людьми. Помимо крестьян, в восстании участвовало также городское население древнего города Бакота.
Восстание было подавлено только в 1434 году превосходящими силами польско-шляхетских войск, встретившими заметное сопротивление.